# Star Kid
Star Kid es una película de ciencia ficción estadounidense de 1997, dirigida por Manny Coto. Producida por JTL Productions y distribuida por Trimark Pictures.

## Sinopsis
El pobre Spencer (Joseph Mazzello) está pasando un mal momento. Su padre (Richard Gilliland) no le hace caso, su hermana mayor (Ashley Levitch) le desprecia y en el colegio un chico (Joey Simmrin) la tiene tomada con él. Por si fuera poco se ha enamorado secretamente de una compañera de clase (Lauren Eckstrom). Su suerte cambia cuando se encuentra con una simpática criatura procedente del espacio, una especie de robot que ha huido de unos despiadados invasores galácticos. Spencer toma el control del robot espacial al introducirse dentro de él, comenzando una gran aventura...

## Argumento
La vida del tímido estudiante de 7mo grado Spencer Griffith, que está enamorado de una compañera de escuela llamada Michelle, cambia una noche cuando ve un misterioso meteorito que se estrella contra un depósito de chatarra cercano. Al salir a escondidas de su casa para investigar, descubre que el meteorito es en realidad un pequeño cohete que lleva un "Cybersuit", un prototipo de traje exoesquelético con inteligencia artificial de otra galaxia. Decide probárselo y fusionarse con él, pero requiere algo de tiempo para adaptarse a la experiencia, incluidas la nueva velocidad y fuerza, y luego comienza a probar sus diversas funciones y habilidades principales, y decide llamarlo "Cy".
Él procede a recorrer la ciudad haciendo lo que quiere, comenzando por vengarse del matón del colegio Manfred "Turbo" Bruntley, luego salvando a Michelle y sus amigos de un Rock-O-Plane dañado y pidiendo comida. desde el autoservicio de un restaurante de comida rápida. También soporta las divertidas travesuras de destrozar parte de su casa después de que su cabeza se atascara dentro del refrigerador, descubre la forma poco atractiva en que le permitirá comer su comida para llevar y encuentra una manera de orinar cuando no se lo permite. él fuera a hacerlo.
Mientras tanto, la Tierra es visitada por un Broodwarrior, un miembro de una raza alienígena de insectoides conquistadores del mundo que actualmente están librando una guerra contra el creador de Cy, Tenris De'. Thar y sus compañeros Trelkins, quienes lo desarrollaron como un arma para cambiar el rumbo de la guerra, pero se vieron obligados a lanzarlo al espacio debido a un ataque de Broodwarrior. La misión del Broodwarrior es encontrarlo y capturarlo para que su raza pueda analizarlo. Después de encontrarse por primera vez con Broodwarrior, Spencer escapa, obliga a Cy a dejarlo salir y lo abandona, temiendo no "vivir para ver su próximo cumpleaños" si "se involucra" con Broodwarrior. De regreso a casa, después de mirar uno de sus cómics titulado MidKnight Warrior y pensando en lo que haría el personaje principal, en su situación, vuelve a buscar a Cy. Inesperadamente se encuentra acompañado por Turbo, quien gradualmente se convierte en su amigo, solo para descubrir que Broodwarrior se ha llevado a Cy. Se dirigen al depósito de chatarra, donde Broodwarrior está a punto de sacarlo del mundo, y crean un plan para distraerlo el tiempo suficiente para permitir que Spencer rescate a Cy. Spencer lo hace y comienza a luchar contra Broodwarrior.
Durante la batalla, Broodwarrior toma la delantera y Cy es golpeado varias veces por la maza de Broodwarrior, dañándolo gravemente y obligándolo a expulsar a Spencer antes de que se desconecte por completo. Spencer lo cubre con chatarra para ocultarlo del Broodwarrior, toma un pedazo y continúa luchando contra el Broodwarrior, que había comenzado a intentar perseguir a Turbo. Spencer se enfrenta a Broodwarrior antes de ser perseguido y de repente es acorralado dentro de un camión de helados chatarra. Justo cuando Broodwarrior está a punto de deshacerse de Spencer, Turbo encuentra un panel de control y activa la trituradora de automóviles en la que se encuentra el camión, revelando que la persecución es parte de una trampa. Spencer escapa mientras el camión se comprime en un cubo de metal sólido, matando a Broodwarrior.
Con Broodwarrior ahora destruido, Spencer y Turbo regresan con Cy, pero parece que ya era demasiado tarde para salvarlo. Justo cuando Spencer comienza a perder la esperanza, Tenris De'Thar y un pequeño grupo de soldados Trelkin aparecen desde un OVNI gigante que orbita la Tierra y rápidamente reparan a Cy, reviviéndolo. Después de que Spencer se despide de Cy, el jefe soldado alienígena le da una insignia por su valentía y coraje antes de regresar a su mundo natal, y la larga y agitada noche finalmente llega a su fin. Al día siguiente en la escuela, Spencer ahora confiado, animado por Turbo, inicia una conversación con Michelle.

## Reparto
- Joseph Mazzello - Spencer Griffith
- Richard Gilliland - Roland Griffith
- Alex Daniels - Cyborsuit
- Corinne Bohrer - Janet Holloway
- Joey Simmrin - Manfred "Turbo" Bruntley
- Ashley Levitch - Stacey Griffith
- Danny Masterson - Kevin
- Jack McGee - Hank Bruntley
- Lauren Eckstrom - Michelle Eberhart
- Yumi Adachi - Mika
- Christine Weatherup - Nadia

## Doblaje
| Personaje                | Doblaje al español |
| ------------------------ | ------------------ |
| Spencer Griffith         | Marcela Bordes     |
| Roland Griffith          | Héctor Alvarado    |
| Janet Holloway           | Angelines Santana  |
| Manfred "Turbo" Bruntley | Humberto Amor      |
| Kevin                    | Carlos Jiménez     |
| Insertos                 | Roberto Colucci    |

## Banda Sonora
Todas las pistas (con excepción de las dos primeras) fueron compuestas por Nicholas Pike. La banda sonora fue lanzada en disco compacto por Sonic Images (27 de enero de 1998) y luego lanzada para su descarga a través de BSX Records (29 de enero de 2013) con la portada modificada.
| Star Kid (Original Motion Picture Soundtrack) |                                                                |                                       |          |  |
| N.º                                           | Título                                                         | Notes                                 | Duración |  |
| 1.                                            | «Magic Carpet Ride»                                            | Steppenwolf estepario de Edgar Winter | 4:22     |  |
| 2.                                            | «Shadow in the Shade»                                          | Realizado por Theresa Musser          | 4:21     |  |
| 3.                                            | «Battle on Trelkas (Batalla en Trelkas)»                       |                                       | 5:07     |  |
| 4.                                            | «Another Fun Day at School (Otro divertido día en la escuela)» |                                       | 1:04     |  |
| 5.                                            | «Turbo Trouble (Problema de Turbo)»                            |                                       | 4:19     |  |
| 6.                                            | «The Cyborsuit Arrives (Llega el Cyborsuit)»                   |                                       | 6:20     |  |
| 7.                                            | «Turbo Takes a Spin (Turbo da una vuelta)»                     |                                       | 3:07     |  |
| 8.                                            | «In the Fairground (En el recinto ferial)»                     |                                       | 4:41     |  |
| 9.                                            | «Mom (Mamá)»                                                   |                                       | 2:03     |  |
| 10.                                           | «Rearranging the Kitchen (Reorganizando la cocina)»            |                                       | 1:58     |  |
| 11.                                           | «Broodwarrior Arrives (Llega el Broadwarrior)»                 |                                       | 1:43     |  |
| 12.                                           | «On the Bridge (En el puente)»                                 |                                       | 4:40     |  |
| 13.                                           | «Anyone for Tennis (Alguien por Tennis)»                       |                                       | 1:31     |  |
| 14.                                           | «Home Improvement (Mejoras para el hogar)»                     |                                       | 6:31     |  |
| 15.                                           | «Joyride in the Junkyard (Paseo en el depósito de chatarra)»   |                                       | 3:35     |  |
| 16.                                           | «Cy Runs Out of Steam (Cy se queda sin fuerza)»                |                                       | 6:49     |  |
| 17.                                           | «Trelkins Arrive (Llega los Trelkins)»                         |                                       | 2:46     |  |
| 18.                                           | «Farewell to the Trelkins (Adiós a los Trelkins)»              |                                       | 2:35     |  |
| 19.                                           | «Finale (Final)»                                               |                                       | 2:41     |  |